# Kvetiapin

Strukturformel.
Summaformel: C_{21}H_{25}N_{3}O_{2}S.

Kvetiapin (även Quetiapin, handelsnamn Seroquel, uttal: ser-o-kwell) är ett atypiskt antipsykotikum.

## Syntetiseringen och historia
Kvetiapin syntetiserades av Zeneca år 1985 (senare ihopslaget som Astra Zeneca).  Företagsforskare kombinerade perlapin och fluperlapin, två bensodiazepin-härledda komponenter med en strukturell analogi av klozapin, men med molekylära skillnader som förklarar frånvaron av agranulocytosrisk.
Vidare forskning skedde på kvetiapin efter 1985, och kvetiapin utvecklades vidare, då som depottablett. Den fick kallas för Seroquel depot (extended release XR) och kom 2008. Det var ett svar på kritiken som riktats mot föregångaren för dess kortverkande inverkan. Det blev ganska stor skillnad, eftersom kvetiapin har både låg halveringstid och låg Cmax behövde man ständigt fylla på med den, 3 tillfällen om dagen med 5 timmars mellanrum, medan Seroquel depot innebar en förbättring eftersom man doserar endast 1 gång/dag.
Astra Zeneca var tidigare patenthavare, och läkemedlet Seroquel godkändes av FDA för doserna 150–750 mg den 26 september 1997. För högre doser dröjde godkännandet till 2007. Patentet har dock gått ut så generiska kopior finns numera på marknaden. 
Kvetiapin introducerades på marknaden i USA år 1998.
Oro över hjärtklappningen hos kvetiapin löstes, Seroquel depot som inte har denna egenskap att ge hjärtklappning. Seroquel depot kan ges i högre doser utan vidare bekymmer med extrapyramidala bieffekter (EPS). 
Vanliga kvetiapin klarade sig inte heller så bra i patientföljsamhet, när det jämfördes i effektivitet med andra antipsykotiska läkemedel avbröt flest behandlingen med kvetiapin. Det var 82% av deltagarna på kvetiapin som avbröt intag av läkemedlet.
I och med Seroquel depot ökade Seroquel i Sverige och kom ikapp Olanzapin (Zyprexa) i antal användare (2014).

## Farmakologi

### Dopamin
Liksom Klozapin har kvetiapin lägre affinitet för dopamin D1- och dopamin D2-receptorerna, men har en relativt hög affinitet för dopamin D4-receptorerna (dopaminreceptorn D4).
Dock som för Klozapin, kan kvetiapin med sin ~40% blockad av dopamin D2-receptorn också redan tillföra antipsykotisk effekt. Klozapin, olanzapin och kvetiapin verkar alla ha en mer uttalad påverkan på mesolimbisk dopaminaktivitet än på den nigrostriatala vägen, ett fenomen som redogör deras låga tendens för att inducera extrapyramidala bieffekter (EPS).

### Serotonin
Liksom andra atypiska antipsykotika har kvetiapin hög affinitet för  5HT2-receptorerna, Såsom 5HT2A.

### Antihistaminerg effektoch Anti-alfa-adrenerg effekt
Kvetiapin har inte betydelsefulla antihistaminiska effekter men det blockerar alfa1-adrenoreceptorerna i viss utsträckning (Alfa1A och  Alfa1B).
Kvetiapin kan till följd av sin antagonistiska effekt på Alfa1A-receptorer orsaka ortostatisk hypotension med tillhörande följdsymtom så som yrsel och takykardi.

### Antikolinerg effekt
Kvetiapin har inte betydelsefulla antikolinerga effekter.

## Farmakokinetik
Den maximala plasmakoncentrationen med vanliga Seroquel (immediate release IR) uppnås 1–2 timmar efter oralt intag och för Seroquel depot (extended release XR) tar det 5–6 timmar för att uppnå Cmax.
Vanliga kvetiapin-tabletter är kortverkande, för dosen 375 milligram uppmätts halveringstiden till 6,9 timmar.
Med den vanliga Seroquel (immediate release IR) kommer hela dosen på en gång vilket innebär höga koncentrationer i blodet och risk för biverkningar, medan Seroquel depot (extended release XR) utsöndrar dosen under ett 24 timmars-intervall. Fördelen med Seroquel depot är den jämna utsöndringen av läkemedlet över hela dygnet i jämförelse med vanliga Quetkvetiapiniapin-tabletterna som först ger en hög koncentration i blodet som sedan dalar mot noll. 
Seroquel depot (extended release XR) är den som mest används i nutid.

## Effektivitet
I en studie publicerad 2013 jämfördes 15 antipsykotiska läkemedel i en metaanalys gällande effektivitet i behandling av schizofrena symptom. I studien demonstrerade kvetiapin standard effektivitet. Den var 11–14% mer effektiv än ziprasidon, klorpromazin, och asenapin, ungefär lika effektiv som haloperidol och aripiprazol, och 12% mindre effektiv än paliperidon.

## Biverkningar
Mycket vanliga biverkningar är:
- Sömnighet
- Huvudvärk
- Ökad aptit.

Andra biverkningar inkluderar (gäller för vanliga kvetiapin): dimsyn, rejäl yrsel, sväljsvårigheter, förändringar i drömmar, knockad till sömn, viktminskning, ökad hosta, måste öppna och stänga ögonen emellanåt, tungan torkar ut, uttorkning i munnen, talsvårigheter, torr i halsen, ökad kroppstemperatur, ofrivilliga rörelser - hela kroppen rycker till och depression samt ökad oro/kan inte koppla av (blir stingslig). 
En nackdel är viktökning och risk för metabolt syndrom.
Den 20 juli 2016 uppdaterade FASS bipacksedlarna på kvetiapin över alla doser med att den kan innebära förhöjd självmordsrisk. I uppdateringen framförs också att kvetiapin används för lindring av depression men att ökande självmordstankar på den ändå kan förvärra depressionen.
Har hög risk för höjda blodsockervärden.

### Kroppsvikt
Oftast de första antal veckorna är viktuppgång kraftigast om man går upp i vikt. Under långtidsbehandling kan kvetiapin ligga ungefär som risperidon med förekomst av viktuppgång.

### Övrigt
I början av 2010-talet gick Astra Zeneca med på att betala mångmiljonbelopp till 5 500 personer i USA som begärt skadestånd relaterade till det antipsykotiska läkemedlet Seroquel. Astra Zeneca betalade omkring 55 miljoner dollar, motsvarande 370 miljoner svenska kronor, för att slippa skadeståndskraven.